# José Manuel Delgado Rivera
José Manuel Delgado Rivera, conosciuto calcisticamente come Pepe Rivera (Bélmez de la Moraleda, 20 maggio 1946 – Huelva, 20 giugno 2004), è stato un allenatore di calcio e calciatore spagnolo.

## Carriera
In attività giocava come difensore. Ha giocato gran parte della sua carriera nell'Hércules, contribuendo alla promozione in Primera nella stagione 1973-1974 e giocando da capitano fino al ritiro con i blanquiazules.